# 來島又兵衛
來島又兵衛（日语：来島 又兵衛，1817年2月23日—1864年8月20日）是日本江户時代長州藩的武士，受命為遊擊隊總督。幼名為龜之進、初名為光次郎、而諱名是政久。親父是喜多村政倫，婿養父則是來島政常。

## 生平
來島又兵衛於1817年1月8日出生，為喜多村政倫的次子。於天保7年（1836年）成為來島又兵衛政常的婿養子。天保12年(1841年)，向柳川藩大石神影流的創始者大石進學習劍術。弘化3年(1846年)，在江戶接受劍術訓練、武藝也因此得到非常大的進步。
嘉永元年（1848年）回到長州藩並成為家督，同年10月加入手廻組，一直擔任藩中要職。嘉永2年（1849年），養父政常去世，又兵衛繼承了來島家家號，改名來島又兵衛政久。
文久3年（1863年）高杉晉作創立奇兵隊，與又兵衛帶領的遊擊隊相互合作，成為長州藩諸隊的主力之一。
元治元年（1864年）發生禁門之變，主張出兵前往京都。他头戴風折烏帽子、身穿祖传的铠甲，親自領兵上洛並引發大戰。後來於軍隊殺進京都御所時，被當時屬於薩摩藩槍擊隊的川路利良用火槍擊中胸部，在知道不會有援助後，命令外甥喜多村武七對自己進行介錯，他自己則用長槍刺入咽喉死亡。
目前，設立於又兵衛舊居(原美禰市厚保村)附近，位於山口縣美禰市的美禰市立厚保小學建造了他的雕像。並被供奉在護國神社，其舊村里亦有一塊墓碑。

## 尼子流來島家
來島家是宇多天皇的後末裔，是出雲國大名尼子經久兒子森親久的直系子孫。親久一直駐守來島城，後於兄長鹽冶興久謀反時向尼子家宿敵毛利家投降。以駐地來島城的來島為姓氏，來島家亦由此出現。
此後來島元久及其弟來島就親先後繼任家督，而就親於備中高松城之戰中跟隨清水宗治切腹自盡。從此來島家永遠效忠毛利家，在江户時代則成為長州藩的武士。